# Heteropoda nicki
Heteropoda nicki este o specie de păianjeni din genul Heteropoda, familia Sparassidae, descrisă de Strand, 1915. Conține o singură subspecie: H. n. quala.